# CONCACAF Champions' Cup 1963
La CONCACAF Champions' Cup 1963 è stata la 2ª edizione della massima competizione calcistica per club centro-nordamericana.

## Risultati

### Primo turno
- Guadalajara qualificato d'ufficio al turno successivo come detentore della manifestazione.

| Squadra 1 | Totale | Squadra 2         | Andata | Ritorno |
| --------- | ------ | ----------------- | ------ | ------- |
| Sithoc    | 1 - 4  | RC Haïtien        | 1 - 3  | 0 - 1   |
| Oro       | 4 - 5  | New York Hungaria | 2 - 3  | 2 - 2   |
| Xelajú MC | 8 - 2  | Vida              | 2 - 2  | 6 - 0   |
| Saprissa  | 3 - 1  | FAS               | 2 - 0  | 1 - 1   |

### Secondo turno
- Saprissa qualificato d'ufficio al turno successivo.

| Squadra 1   | Totale | Squadra 2         | Gara 1 | Gara 2 | Gara 3 |
| ----------- | ------ | ----------------- | ------ | ------ | ------ |
| Guadalajara | 2 - 0  | New York Hungaria | 0 - 0  | 2 - 0  |        |
| RC Haïtien  | 6 - 5  | Xelajú MC         | 1 - 4  | 3 - 1  | 2 - 1  |

### Terzo turno
- RC Haïtien qualificato d'ufficio in finale.

| Squadra 1   | Totale | Squadra 2 | Andata | Ritorno |
| ----------- | ------ | --------- | ------ | ------- |
| Guadalajara | 3 - 0  | Saprissa  | 1 - 0  | 2 - 0   |

### Finale
- RC Haïtien proclamato campione per delibera della CONCACAF. La finale prevedeva originariamente un doppio confronto a Guadalajara fra RC Haïtien e Guadalajara, programmato per l'8 e il 10 settembre 1963. A causa di problemi con l'emissione dei visti d'uscita, gli haitiani richiesero la posposizione dell'incontro, ottenendola per tre volte; in seguito a un ricorso intentato nel febbraio del 1964 dai messicani, la confederazione assegnò a tavolino il trofeo al Guadalajara. Il RC Haïtien presentò un contro-ricorso ottenendo, il 2 aprile 1964, di organizzare l'incontro entro due mesi; i messicani, già impegnati in una tournée in Europa, decisero di ritirarsi dalla competizione.

## Classifica marcatori
| Gol |  |  | Giocatore             | Squadra           |
| --- |  |  | --------------------- | ----------------- |
| 5   |  |  | Andrew Mate           | New York Hungaria |
| 5   |  |  | Salomon Saint-Vil     | RC Haïtien        |
| 4   |  |  | Salvador Reyes        | Guadalajara       |
| 3   |  |  | Sergio Anaya          | Xelajú MC         |
| 3   |  |  | Haroldo Juárez Arjona | Xelajú MC         |
| 3   |  |  | Rufino López          | Xelajú MC         |
| 2   |  |  | Germain Champagne     | RC Haïtien        |
| 2   |  |  | Gustavo Peña          | Oro               |
| 2   |  |  | Rubén Jiménez         | Saprissa          |